# اغتيال يوليوس قيصر
اغتيال يوليوس قيصر كان نتيجة مؤامرة من العديد من أعضاء مجلس الشيوخ الروماني. بقيادة غايوس كاسيوس لونغينوس و‌بروتس و‌دسيموس جونيوس بروتوس ألبينوس، ولقد طعنوا يوليوس قيصر حتى الموت في مكان بجانب مسرح بومبي في يوم إيديس مارس (15 مارس) عام 44 ق م. قيصر كان دكتاتور الجمهورية الرومانية حينئذٍ، وقد أعلنه مجلس الشيوخ دكتاتور على الدوام. جعل هذا الإعلان بعضًا من أعضاء مجلس الشيوخ أن قيصر سيطيح بمجلس الشيوخ لصالح طغيان. لم يتمكن المتآمرون من استعادة الجمهورية الرومانية. عواقب الاغتيال أدت إلى نشوب حرب المحررين الأهلية، وفي نهاية المطاف، إلى عهد زعامة الإمبراطورية الرومانية.

## قائمة المتآمرين
انضم 40 شخصًا إلى هذه المؤامرة، لكن حوالي نصف أسماءهم ضاعت للتاريخ ولا يعرف أي شيء تقريبًا عن بعض الذين نجوا من أسمائهم. الأعضاء المعروفون هم:
- غايوس كاسيوس لونغينوس
- ماركوس يونيوس بروتس
- ماركوس بورسيوس كاتو (ابن كاتو الأصغر)
- دسيموس جونيوس بروتوس ألبينوس
- سيرفيوس سولبيشيوس غالبا[4]

## خلفية الحدث

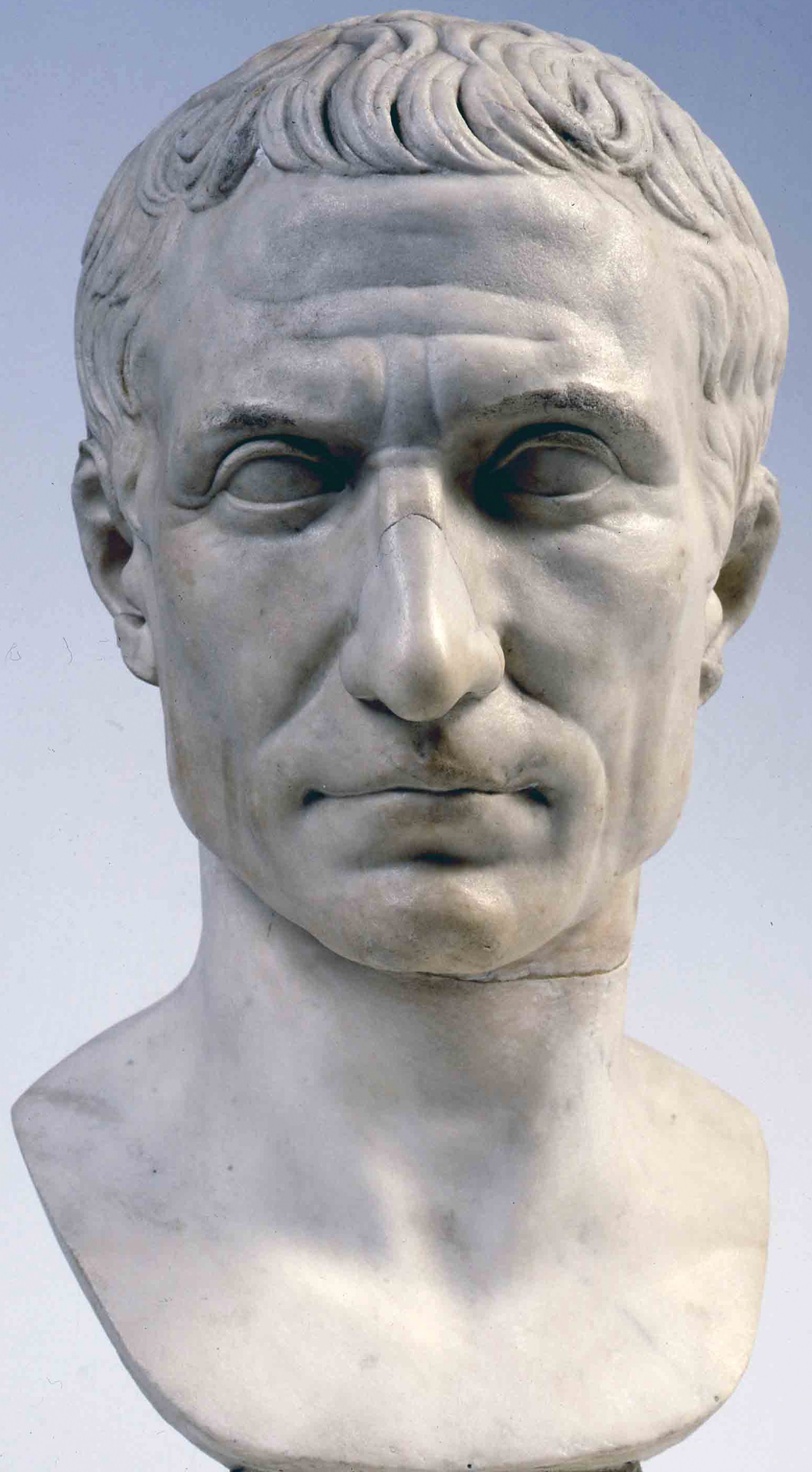
تمثال نصفي ليوليوس قيصر

يصف كتاب السير الذاتية التوتر بين قيصر ومجلس الشيوخ ومطالبته المحتملة في الحصول على لقب ملك روما. شكلت هذه الأحداث المحفزات الأساسية لاغتيال قيصر.
أطلق مجلس الشيوخ على قيصر اسم الديكتاتور الدائم («الديكتاتور إلى الأبد»). أنتج دار سك النقود الروماني عملة الديناريوس التي تحمل هذا اللقب وصورته على أحد الجانبين، وصورة للآلهة سيرس ولقب سيزر كاهن الحبر الأعظم على الجهة المقابلة. بعد مرور أكثر من 200 عام كتب كاسيوس ديو ذاكرًا ذهاب وفد من مجلس الشيوخ لإبلاغ قيصر بأوسمة الشرف الجديدة التي منحوه إياها في عام 44 قبل الميلاد. استقبلهم قيصر في معبد فينوس جينيتيكس جالسًا بدلًا من النهوض لاستقبالهم.
كتب سويتونيوس (بعد 150 عامًا تقريبًا) أن قيصر فشل في الحصول على ترقية في المعبد، إما لأنه كان مقيدًا من قبل كورنيليوس بالبوس أو لأنه فشل باقتراح وجوب ترقيته. كتب سوتونيوس أيضًا روايات عن حشد كان قد تجمع لتحية قيصر عند عودته إلى روما. وضع أحد أفراد الحشد إكليلًا من الغار على تمثال قيصر فوق المنصة. أمر كل من الأطربون غايوس إبيدوس مارلوس والأطربون لوسيوس كيسيتيوس فلافس بإزالة إكليل الزهر بما أنه كان يشكل رمزًا لكوكب المشتري وللملكية. عزلهما قيصر من منصبهما بواسطة سلطاته الرسمية. وفقًا لسويتونيوس لم يكن قيصر لينأى بنفسه عن اللقب الملكي بدءًا من هذه النقطة وما بعدها. يحكي سوتونيوس القصة التي مفادها أن حشدًا من الناس ناداه ريكس ("الملك")، فأجابهم قيصر "أنا قيصر، وليس ريكس ("أنا القيصر، وليس ريكس"). في مهرجان لوبركاليا حاول مارك أنتوني الذي انتُخب مساعد قنصل مع قيصر أن يضع تاجًا على رأسه عدة مرات أثناء إلقاء قيصر لخطابه، فوضعه قيصر جانبًا لاستخدامه كذبيحة لجوبيتر الأعظم والأفضل
يتشابه كل من تصوير فلوطرخس وسويتونيوس لهذه الأحداث، ولكن ديو يجمع بين القصص، ويذكر عملية قبض الأطربونات على المواطنين الذين وضعوا الأكاليل على تماثيل قيصر. وضع قيصر كل من هتف «ريكس» من الحشد على هضبة ألبان وقبض الأطربونات على عضو في هذا الحشد أيضًا. احتج العامة على عدم قدرتهم على التعبير عن رأيهم بحرية. جلب قيصر الأطربونات أمام مجلس الشيوخ وطرح الأمر للتصويت، ثم نحاهم عن منصبهم ومحى أسماءهم من السجلات.
يضيف سوستونيوس أن لوسيوس كوتا اقترح على مجلس الشيوخ منح قيصر لقب «ملك»، لأنه جاء في أحد التنبؤات بأن ملكًا فقط من سيغزو فرثيا. عمد قيصر إلى غزو فرثيا وقد سببت هذه المهمة لمارك أنتوني في وقت لاحق مشكلة كبيرة خلال الانتصار الثاني.
كانت ألقابه وتكريماته التي حصل عليها من مجلس الشيوخ فخرية فقط. سعى قيصر باستمرار إلى مزيد من السلطة للحكم، واعتمد بأقل قدر ممكن على الألقاب الفخرية أو مجلس الشيوخ. لم يخفف إرضاء قيصر وتعظيمه من المواجهة النهائية، لأن مجلس الشيوخ كان لا يزال يمثل السلطة التي تمنح قيصر ألقابه، أي أنهم يمثلون السلطة الرسمية وهذا ما أدى إلى توتر مع قيصر.

بدأ بروتس بالتآمر ضد قيصر مع صديقه وصهره غايوس كاسيوس لونجينوس وغيرهم من الرجال الذين أطلقوا على أنفسهم اسم («المحررين»). ناقشت المجموعة العديد من الخطط ووثقها نقولا الدمشقي:
لم يلتق المتآمرون علانية على الإطلاق، لكنهم تجمعوا من وقت لآخر في منازل بعضهم حيث دارت العديد من المناقشات والمقترحات، ومن المتوقع أنهم ناقشوا المكان والزمان الذي سينفذون فيه مخططهم. اقترح البعض أن يقدموا على محاولتهم على طول الطريق المقدس الذي كان واحدًا من الأماكن المفضلة لقيصر ليقوم بنزهاته، بينما كانت هناك فكرة أخرى تشجع على تنفيذ محاولة الاغتيال أثناء الانتخابات، إذ كان يجب على قيصر حينها عبور جسر لتعيين القضاة في حرم مارتيوس. اقترح أحدهم أيضًا أن يوجهوا الكثيرين لدفعه عن الجسر والبعض الآخر للركض نحوه وقتله. اقتضت الخطة الثالثة انتظار عرض قتالي قادم، إذ لن تُثار الشكوك إذا ما شوهدت أي أسلحة، إلا أن الأغلبية فضلوا قتله أثناء وجوده في مجلس الشيوخ، فهو سيكون هناك من تلقاء نفسه برفقة أعضاء المجس فقط، وهكذا يمكن للمتآمرين إخفاء خناجرهم تحت رداءاتهم. نجحت هذه الخطة في نهاية الاجتماع.
كتب نيكولاس أنه خلال الأيام التي سبقت عملية الاغتيال، نبه الأطباء قيصر إضافة إلى أصدقائه وزوجته كالبورنيا، من حضور مجلس الشيوخ لعدة أسباب تتضمن المخاوف الطبية والأحلام المزعجة التي راودت كالبورنيا:
... شعر أصدقاء قيصر بالقلق إزاء بعض الشائعات وحاولوا منعه من الذهاب إلى مقر مجلس الشيوخ، وفعل أطباؤه المثل لأنه كان يعاني نوبات من الدوار من حين لآخر. حاولت زوجته كالبورنيا التي كانت خائفة من بعض الرؤى التي راودتها في أحلامها، منعه من الذهاب إلى المجلس، وقالت إنها لن تسمح له بالخروج في ذلك اليوم، إلا أن بروتوس وهو أحد المتآمرين الذي كان يُعتقد أنه صديق حميم لقيصر، جاء وقال له: «ما هذا يا قيصر، هل أنت رجل يهتم لأحلام امرأة وللقيل والقال والرجال العاطلين عن العمل؟! ستهين مجلس الشيوخ بعدم ذهابك، على الرغم من تكريمه لك واستدعائه إياك خصيصًا. استمع لي، وألق جانبًا كلام كل أولئك الأشخاص وتعال، فمجلس الشيوخ عقد جلسة منذ الصباح الباكر وهو في انتظارك». أثر هذا الكلام على قيصر فغادر إلى المجلس.
كان قيصر يستعد لغزو بارثيا (وهي حملة قادها فيما بعد خليفته مارك أنطوني) وخطط للمغادرة إلى الشرق في النصف الأخير من شهر مارس، ما أجبر المتآمرين بتوقيت معين للإقدام على خطتهم. التقى كاسيوس مع المتآمرين قبل يومين من الاغتيال الفعلي وأخبرهم أنه في حال اكتشاف أي شخص للخطة، كان عليهم أن يحولوا خناجرهم إلى أنفسهم. حاول خلفاؤه غزو بارثيا وجرمانية ولكن دون نتائج دائمة.

## إديس مارس
نظم المتآمرون لعبة رياضة للمصارعة في مسرح بومبي في إديس مارس من عام 44 قبل الميلاد، وهو اليوم الذي يعتبره الرومان موعدًا نهائيًا لتسوية الديون. اتفق دسيموس بروتوس مع المصارعين في حال الحاجة لخدماتهم. تأخر قيصر في الوصول بسبب عدة تحذيرات تلقاها في الأيام السابقة. لذلك، أُرسل دسيموس بروتوس لإحضاره، وتمكن من إقناعه بالحضور حتى لا يخيب ظن مجلس الشيوخ. علم مارك أنتوني بشكل غامض بالمؤامرة في الليلة التي سبقت الاغتيال من المحرر سيرفيليوس كاسكا الذي توجه إلى قيصر خوفًا من الأسوأ. توقع المتآمرون هذا، وكلفوا تريبونيوس باعتراضه عند اقترابه من رواق مسرح بومبي، حيث كانت ستعقد الجلسة واحتجزوه خارجها (عُين فلوطرخس هذه المهمة لتأخير أنتوني من الوصول لديسيموس بروتوس). هرب أنتوني عند سماعه ضجة من مجلس الشيوخ.
وصل قيصر إلى مجلس الشيوخ فقدم له لوسيوس تيليوس سيمبر عريضة تطالب بإعادة شقيقه المنفي. تجمع باقي المتآمرين حول لوسيوس لتأييده. يقول كل من فلوطرخس وسويتونيوس إن قيصر لوّح له مهددًا، إلا أن سيمبر أمسك بكتفي قيصر وسحب عنه التوجة. قال قيصر لسيمبر باكيًا: «لماذا؟ هذا يسمى عنفًا!». استل كاسكا خنجره في نفس الوقت وغرزه بسرعة خاطفة في عنق الديكتاتور. استدار قيصر بسرعة وأمسك بذراع كاسكا قائلًا له وفقًا لفلوطرخس: «كاسكا، أيها الشرير، ماذا تفعل؟» ثم صاح خائفًا: «ساعدني يا أخي!»، وفي غضون لحظات كانت المجموعة بأكملها تطعن قيصر بمن فيهم بروتوس. حاول قيصر الهرب، لكنه تعثر وسقط أرضًا بسبب الدماء التي أعمت عينيه. واصل الرجال طعن قيصر وهو يرقد أعزل على الدرجات السفلى من الرواق. بحسب إوتروبيوس، شارك ستون رجلًا أو أكثر في عملية الاغتيال وطُعن قيصر 23 مرة. يروي سوتونيوس أن الطبيب الذي أجرى عملية التشريح للجثة أثبت أن جرحًا واحدًا (الجرح الثاني في صدره الذي اخترق شريانه الأورطي) كان السبب في مقتله. يصف تقرير تشريح الجثة هذا (أول تقرير معروف بعد الوفاة في التاريخ) أن موت قيصر قد جاء نتيجة فقدانه للدم من جروح طعنه.
قُتل قيصر على قاعدة المجلس في مسرح بومبي.
يتجادل الباحثون والمؤرخون حول الكلمات الأخير للديكتاتور. يقول سويتونيوس إنه لم يقل شيئًا، بينما يذكر آخرون أن كلمات قيصر الأخيرة كانت العبارة اليونانية التي تُرجمت إلى الإنجليزية ("أنت أيضًا أيها الطفل؟!). يذكر فلوطرخس أيضًا أن قيصر لم يقل شيئًا، وسحب التوجة التي يرتديها ليغطي وجهه عندما رأى بروتوس بين المتآمرين. وليس للنسخة الأكثر شهرة في العالم المعروفة باللغة الإنجليزية "حتى أنت، يا بروتس؟" أساس في الواقع التاريخي، بل كانت مستمدة من وليام شكسبير.

## معرض صور

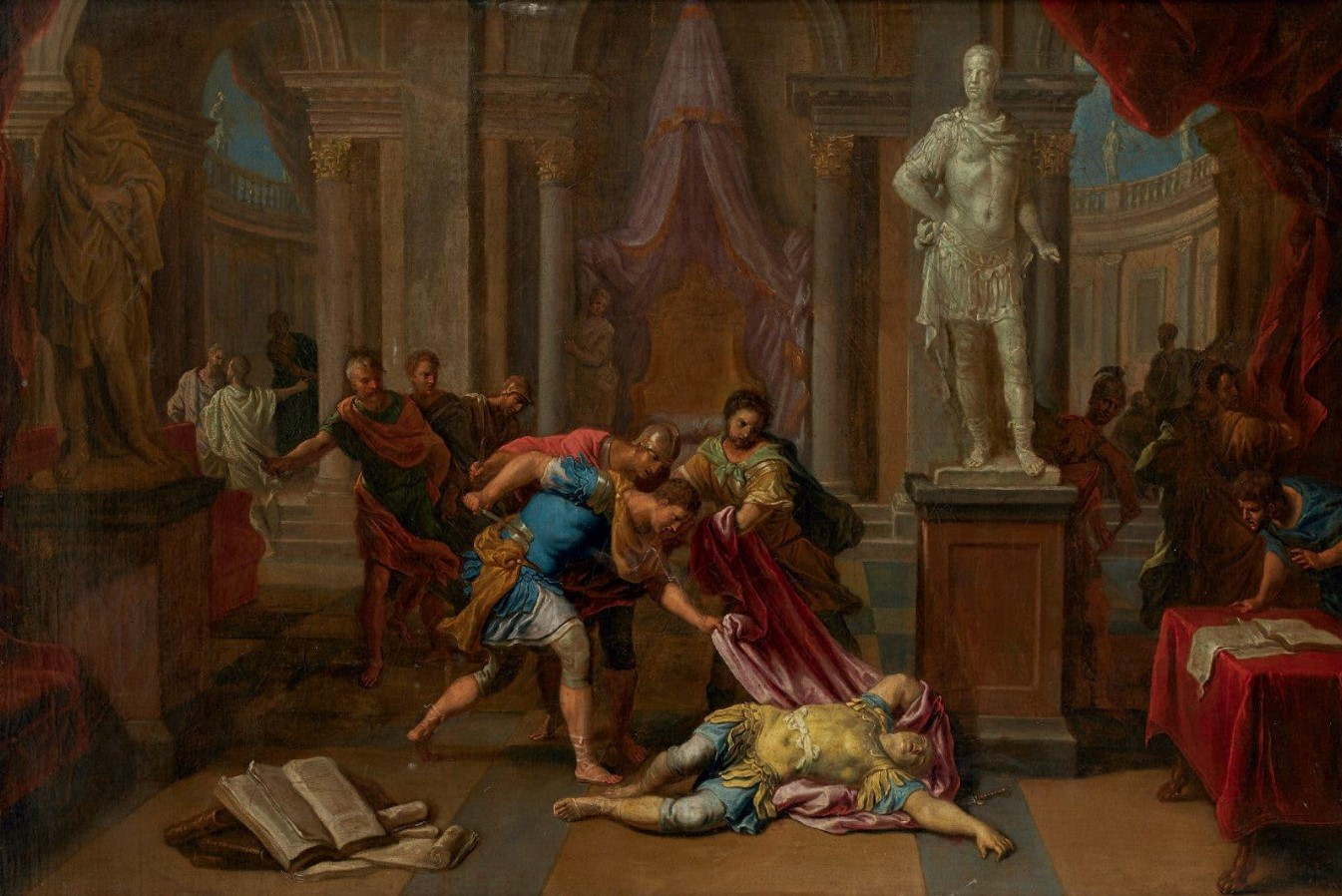
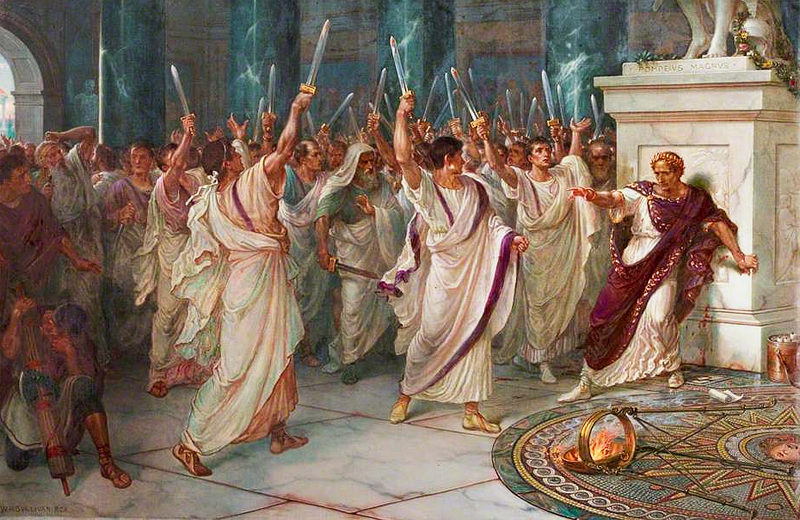
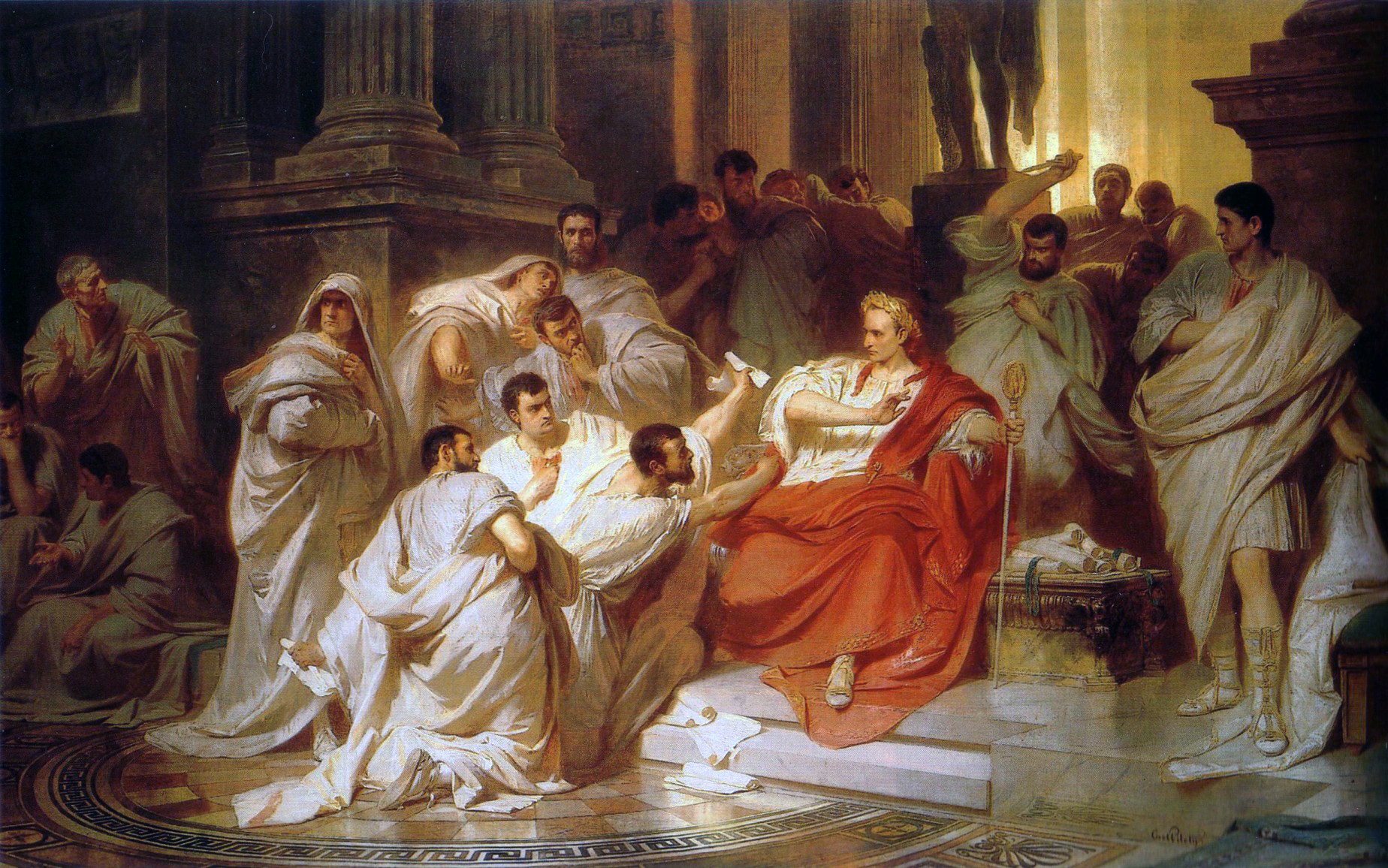
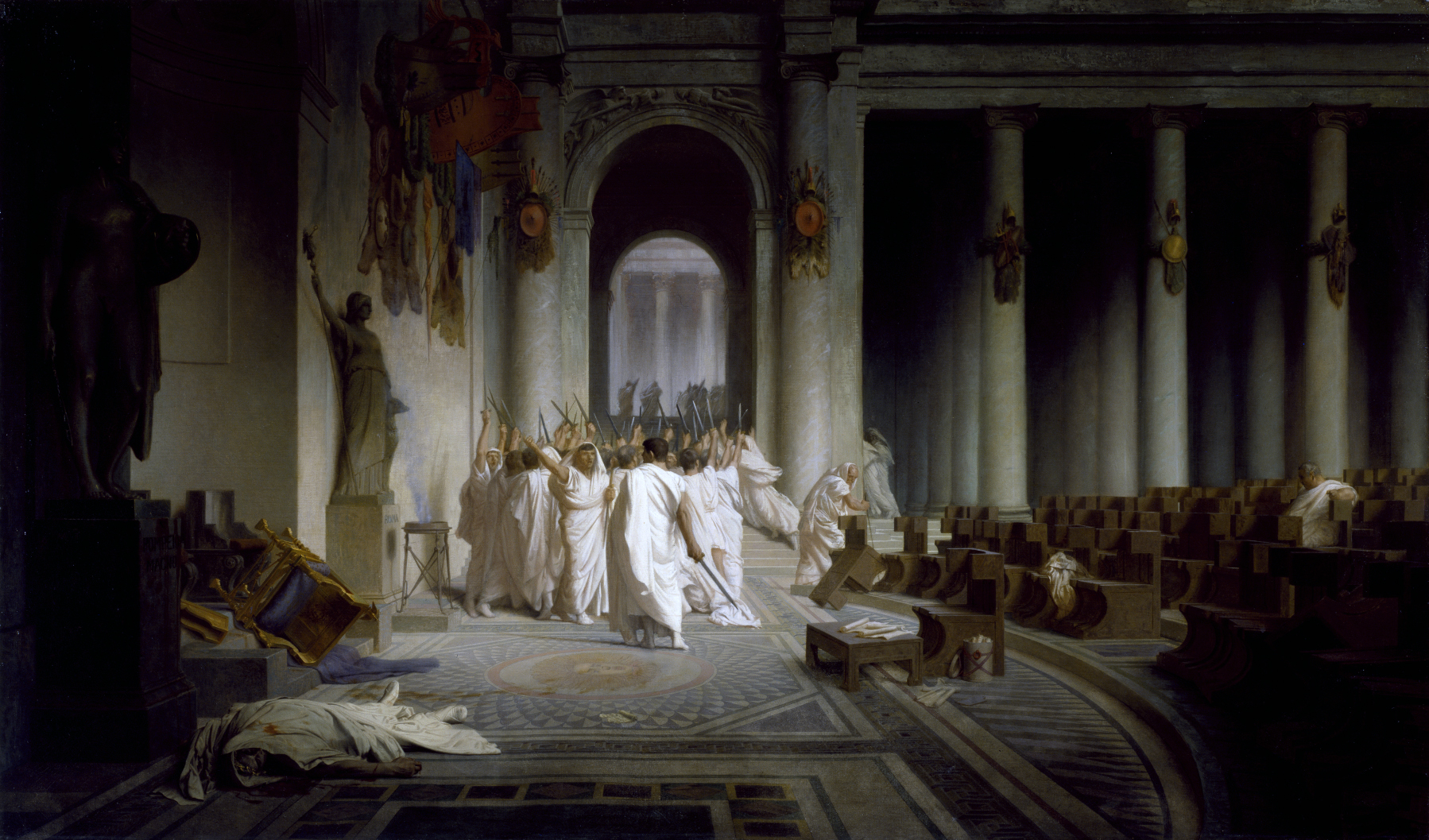
موت قيصر (لوحة) بريشة الفنان الفرنسي جان ليون جيروم. متحف والترز للفنون.
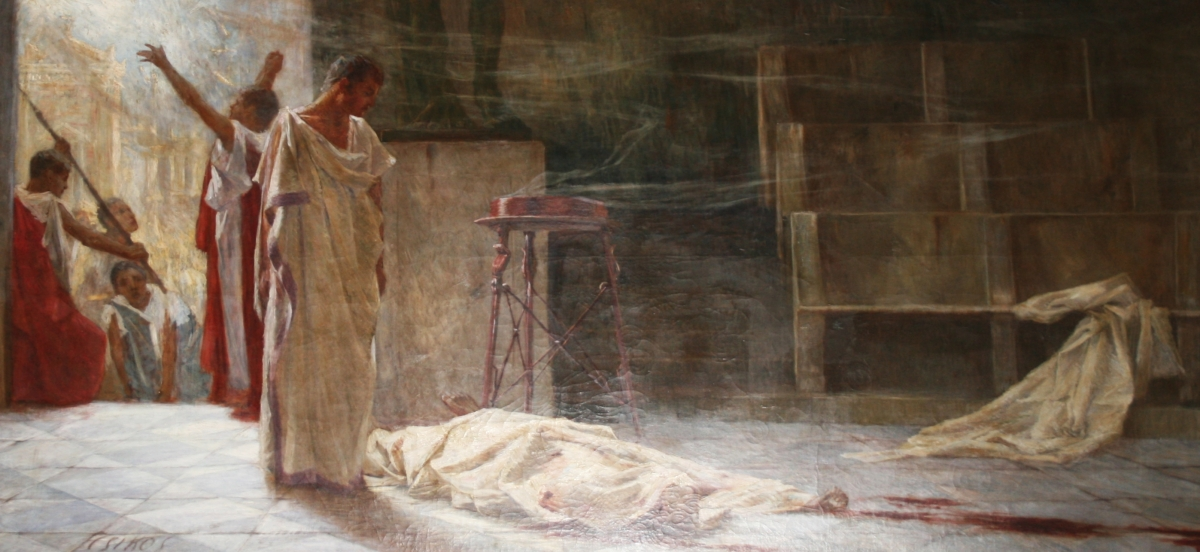